# Dina Galiakbarova
Dina Eduárdovna Galiakbarova –en ruso, Дина Эдуардовна Галиакбарова– (Biskek, URSS, 2 de noviembre de 1991) es una deportista rusa que compite en esgrima, especialista en la modalidad de sable.
Ganó cuatro medallas en el Campeonato Mundial de Esgrima entre los años 2010 y 2013, y cuatro medallas en el Campeonato Europeo de Esgrima entre los años 2011 y 2014.

## Palmarés internacional
| Campeonato Mundial | Campeonato Mundial      | Campeonato Mundial | Campeonato Mundial |
| Año                | Lugar                   | Medalla            | Prueba             |
| ------------------ | ----------------------- | ------------------ | ------------------ |
| 2010               | París (Francia)         | Medalla de oro     | Sable por equipos  |
| 2011               | Catania (Italia)        | Medalla de oro     | Sable por equipos  |
| 2012               | Kiev (Ucrania)          | Medalla de oro     | Sable por equipos  |
| 2013               | Budapest (Hungría)      | Medalla de plata   | Sable por equipos  |
| Campeonato Europeo |                         |                    |                    |
| Año                | Lugar                   | Medalla            | Prueba             |
| 2011               | Sheffield (Reino Unido) | Medalla de bronce  | Sable por equipos  |
| 2012               | Legnano (Italia)        | Medalla de oro     | Sable por equipos  |
| 2013               | Zagreb (Croacia)        | Medalla de oro     | Sable por equipos  |
| 2014               | Estrasburgo (Francia)   | Medalla de oro     | Sable por equipos  |